# Szardarapati csata
A szardarapati csata a kaukázusi front egyik csatája volt az első világháborúban, mely az Oszmán Birodalom és a független Örményország erői között zajlott le 1918 májusában, Szardarapat városához közel. A csata örmény győzelemmel ért véget.

## Előzmények
A breszt-litovszki békeszerződés aláírása után két hónappal az Oszmán Birodalom elhatározta, hogy támadást intéz orosz-örmény területek ellen. A törökök a megvert Orosz Birodalom romjaiból még nagyobb területeket szerettek volna kiszakítani, így az Oroszországnál maradt örmény területekre is igényt formáltak. 1918 májusában a 4. török hadsereg egységei átkeltek az orosz–török határon és megkezdték Alekszandropol (törökül Gümri, ma Gjumri) ostromát. Az Oszmán Birodalom célja elsődlegesen a független Örményország megsemmisítése volt, másodsorban pedig orosz területek megszerzése. A központi hatalmak érthetően ellenezték az önálló török akciót, mivel az nyilvánvalóan megsértette a breszt-litovszki békeszerződésben foglaltakat. Németország megtagadta a katonai tanácsadást a törököknek a hadjárat során. A törökök által megtámadott területekre százezerszámra érkeztek 1918 előtt örmény menekültek, akik a törökök által indított örmény népirtás elől menekültek Oroszországba.

## A csata
A török erők három részre tagozódtak, így támadták meg Örményországot. Alekszandropol elfoglalása után az oszmánok az Ararát felé fordultak és folytatták tovább az előrenyomulást. Az Ararát-hegy környékén lévő Szardarapat (ma Armavir) városában kb. 6000 örmény katona gyűlt össze, és május 22. és május 26. között Movszesz Szilikján vezetésével megverték a többszörös túlerőben lévő török sereget.

## Eredmények
Bár az egyik támadó török sereget megverték az örmények, a másik két oszmán hadsereg mégis előrenyomult Örményországba, és május végére az örménylakta területeket nagyrészt elfoglalták. Örményországot csak a Bash Abaran melletti csata mentette attól, hogy teljesen elfoglalják a törökök. 1918 júniusában Örményország békét kötött az Oszmán Birodalommal, melynek értelmében a független örmény állam megszűnt, déli része török megszállás alá került, az északi része német védnökséggé lett.

## Az oszmán hódítás következménye
A központi hatalmakat felháborította az Oszmán Birodalom viselkedése, a békeszerződés megszegése, és az örmény népirtásról való tudomásszerzés. Az egykori Orosz Birodalom területén lévő, 1918-ban törökök által elfoglalt Örményország északi részét német védnökség alá helyezték, német védelmet kapott a törökökkel szemben. Németországot a német segítség megtételében azonban nemcsak az örmény népirtás megakadályozása vezette, hanem a Kaukázusban lévő olajmezők feletti felügyelet is. 1918 októberében, miután Németország fenyverszünetet kötött, Örményország újból deklarálta a függetlenségét és elszakadt az Oszmán Birodalomtól.